# Rückbau (Bergbau)
Als Rückbau bezeichnet man im Bergbau die Form der Abbauführung, bei der der Abbau von der Grenze der jeweiligen Bauhöhe zurück bis zum Anfang des Baufeldes geführt wird. In Österreich wird der Rückbau auch als Heimwärtsbau bezeichnet.

## Voraussetzung, Durchführung und Verwendung
Um eine Bauhöhe im Rückbau abzubauen, müssen vorher sämtliche erforderlichen Abbaustrecken bis zur Abbaugrenze erstellt worden sein. Anschließend kann dann der Abbau der jeweiligen Bauhöhe im Rückbau erfolgen. Beim Rückbau fließen der Förderstrom und der Abwetterstrom gleichlaufend mit dem Abbau, jedoch rücklaufend. Verwendet wird der Rückbau bei Abbauverfahren mit langfrontartiger Bauweise wie z. B. dem Strebbau. Allerdings kann man hierbei den Abbau auch im Vorbau führen. Bei pfeilerartigen Verfahren ist die Führung nur im Rückbau möglich. Bei der kammerartigen und der stoßartigen Bauweise ist der reine Rückbau nicht durchführbar, sondern nur der Vereinigte Vor- und Rückbau.

## Anwendbarkeitsgrenzen
Die Grenzen für den Rückbau liegen in erster Linie in der geologischen Ausbildung der jeweiligen Lagerstätte. Hier spielt zunächst die Mächtigkeit der nutzbaren Mineralien eine große Rolle. Insbesondere bei flözartigen Lagerstätten ist der Rückbau bei den Lagerstätten, bei denen die Mächtigkeit des Flözes an der Grenze der Bauwürdigkeit liegt, planerisch zu überdenken. Hierbei spielt insbesondere der große Anfall von Bergen eine entscheidende Rolle, da diese mit abgefördert werden müssen und somit die Förderung zusätzlich belasten. Aber auch die Beschaffenheit des Nebengesteins wirkt sich auf die Anwendbarkeit aus. Problematisch ist hierbei Tonschiefer im Liegendbereich, da dieser stark zum Quellen neigt. Dadurch kann es erforderlich sein, den Sohlenbereich des Öfteren durchzusenken. Bei Steinkohlenflözen kann die Ausgasung von Methan zu Schwierigkeiten führen, wenn der Streb im Rückbau geführt wird. Letztendlich setzt auch der Zuschnitt des Baufeldes dem Rückbau Grenzen.

## Vor- und Nachteile
Ein großer Vorteil beim Rückbau sind die meist geringeren Kosten der jeweiligen Abbaustrecken. Der Grund liegt hierbei im Bereich der Streckenförderung. Bedingt dadurch, dass keine Rücksicht auf die Fördervorgänge im Abbaubereich genommen werden muss, steht die Förderung nur für den Streckenvortrieb zur Verfügung. Hinzu kommt, dass der Streckenvortrieb vollmechanisiert gestaltet werden kann. Ein weiterer Vorteil des Rückbaus liegt darin, dass durch das Auffahren der Strecken das Abbaufeld bereits vor Beginn des Abbaus erkundet werden kann. Hinzu kommt, dass nach Fertigstellung der Abbaustrecken der Abbau nicht durch den Streckenvortrieb gebremst werden kann. Nachteilig wirkt sich der Rückbau im Steinkohlenbergbau bei der Methangasabsaugung aus. Insbesondere dann, wenn die beiden Abbaustrecken nach Durchlauf des Strebs abgeworfen werden. Hierbei hat dann die Gasabsaugung wenig Erfolgsaussichten. Letztendlich ist der Rückbau sehr stark von den geologischen Verhältnissen abhängig. Insbesondere bei stark quellendem Liegenden ist der Rückbau von Nachteil aufgrund des erhöhten Aufwandes an Senkarbeiten.